# Pływanie na Letnich Igrzyskach Olimpijskich 1932 – 400 m stylem dowolnym mężczyzn
Wyścig na 400 metrów stylem dowolnym mężczyzn był jedną z konkurencji pływackich rozgrywanych podczas X Igrzysk Olimpijskich w Los Angeles. Wystartowało 19 zawodników z dziesięciu reprezentacji.
Wszystkie męskie konkurencje pływackie zakończyły się zwycięstwami Japończyków, prócz wyścigu na 400 metrów stylem dowolnym, zwyciężonym przez Amerykanina Bustera Crabbe'a. Oprócz Amerykanina, faworytami do złota byli: rekordzista świata Francuz Jean Taris oraz osiemnastoletni Japończyk, rekordzista olimpijski z eliminacji, Takashi Yokoyama. W finale szybko okazało się, że walka rozegra się pomiędzy zawodnikiem amerykańskim i francuskim. Trójka Japończyków walczyła między sobą o brąz. Taris prowadził przez większość wyścigu, w połowie dystansu nawet od dwie długości ciała, lecz Crabbe na ostatnich długościach basenu znacznie przyspieszył i dogonił rywala. Wygrał złoto różnicą 0,1 sekundy.

## Rekordy
| Rekord świata     | Jean Taris (FRA)       | 4:47,0 | Paryż (FRA)     | 16 kwietnia 1931 |
| Rekord olimpijski | Alberto Zorrilla (ARG) | 5:01,6 | Amsterdam (NED) | 9 sierpnia 1928  |

## Wyniki

### Eliminacje
Awans uzyskiwało dwóch najlepszych z każdego wyścigu oraz najszybszy z zawodników na trzecich miejscach.
Wyścig 1
| Miejsce | Zawodnik         | Czas   | Uwagi |
| ------- | ---------------- | ------ | ----- |
| 1.      | Takashi Yokoyama | 4:53,2 | Q     |
| 2.      | James Gilhula    | 4:53,3 | Q     |
| 3.      | George Burrows   | 5:28,9 |       |

Wyścig 2
| Miejsce | Zawodnik          | Czas   | Uwagi |
| ------- | ----------------- | ------ | ----- |
| 1.      | Buster Crabbe     | 4:59,8 | Q     |
| 2.      | Noboru Sugimoto   | 5:00,2 | Q     |
| 3.      | Norman Wainwright | 5:12,0 |       |
| 4.      | Ignacio Gutiérrez | 5:29,1 |       |

Wyścig 3
| Miejsce | Zawodnik        | Czas   | Uwagi |
| ------- | --------------- | ------ | ----- |
| 1.      | Boy Charlton    | 4:59,8 | Q     |
| 2.      | Paolo Costoli   | 5:06,7 | Q     |
| 3.      | Walter Spence   | 5:10,0 | q     |
| 4.      | Gyula Kánásy    | 5:40,8 |       |
| 5.      | Manuel Villegas | 5:54,2 |       |

Wyścig 4
| Miejsce | Zawodnik          | Czas   | Uwagi |
| ------- | ----------------- | ------ | ----- |
| 1.      | Jean Taris        | 4:53,3 | Q     |
| 2.      | Giuseppe Perentin | 5:09,1 | Q     |
| 3.      | Robert Leivers    | 5:14,6 |       |
| 4.      | Nalin Malik       | 5:59,0 |       |

Wyścig 5
| Miejsce | Zawodnik        | Czas   | Uwagi |
| ------- | --------------- | ------ | ----- |
| 1.      | Noel Ryan       | 5:01,9 | Q     |
| 2.      | Tsutomi Oyokota | 5:06,3 | Q     |
| 3.      | George Larson   | 5:20,1 |       |

### Półfinały
Awans uzyskiwało dwóch najlepszych z każdego wyścigu oraz najszybszy z zawodników na trzecich miejscach.
Półfinał 1
| Miejsce | Zawodnik         | Czas   | Uwagi |
| ------- | ---------------- | ------ | ----- |
| 1.      | Takashi Yokoyama | 4:51,4 | Q     |
| 2.      | Jean Taris       | 4:52,3 | Q     |
| 3.      | Tsutomi Oyokota  | 4:52,8 | Q     |
| 4.      | James Gilhula    | 4:55,4 |       |
| 5.      | Noel Ryan        | 4:59,7 |       |
| 6.      | Paolo Costoli    | 5:06,0 |       |

Półfinał 2
| Miejsce | Zawodnik          | Czas   | Uwagi |
| ------- | ----------------- | ------ | ----- |
| 1.      | Buster Crabbe     | 4:52,7 | Q     |
| 2.      | Noboru Sugimoto   | 4:59,0 | Q     |
| 3.      | Boy Charlton      | 5:02,1 | Q     |
| 4.      | Giuseppe Perentin | 5:10,5 |       |
| 5.      | Walter Spence     | 5:15,6 |       |

### Finał
| Miejsce | Zawodnik         | Czas   |
| ------- | ---------------- | ------ |
|         | Buster Crabbe    | 4:48,4 |
|         | Jean Taris       | 4:48,5 |
|         | Tsutomi Oyokota  | 4:52,3 |
| 4.      | Takashi Yokoyama | 4:52,5 |
| 5.      | Noboru Sugimoto  | 4:56,1 |
| 6.      | Boy Charlton     | 4:58,6 |